# 鷹山弘頼
鷹山 弘頼（たかやま ひろより）は、戦国時代の武将。畠山氏の家臣。大和国鷹山（高山）城主。

## 生涯
永正14年（1517年）、鷹山頼慶の子として生まれる。
鷹山氏は大和国の北西端に位置する添下郡鷹山荘（現在の奈良県生駒市高山町）を本拠とした国人で、興福寺一乗院方の衆徒。応永27年（1420年）には鷹山荘の下司となっており、15世紀中頃の鷹山奥頼弘は官符衆徒の地位を得ていた。応仁の乱では越智党として畠山義就方に味方し、鷹山氏はしばしば越智氏・古市氏と並び称せられる実力者となっていた。その後、16世紀に入ると筒井党に転じている。
弘頼が初めて文献に現れるのは天文5年（1536年）。大和守護と呼ばれた木沢長政の指揮下で摂津中嶋衆と戦い、細川晴元より感状を受け取っている（天文の錯乱）。天文10年（1541年）から同11年（1542年）にかけて起きた木沢長政の乱では、三好政長に従っており、この時点でも細川氏の下で活動していた（太平寺の戦い）。しかしこの時には畠山氏重臣の遊佐長教の被官となっていたとみられる。
以後、遊佐氏被官、広義の畠山氏被官として動いており、天文11年（1542年）7月には畠山稙長の和泉攻めにともない、北河内の交野に出陣。天文13年（1544年）7月には河内勢300人余を率いて大和に赴き、筒井順昭による小柳生城攻めに加わっている。天文15年（1546年）9月の芥川城での戦いでは、畠山氏の主力として三好長慶方と戦っている。
この年の10月には、同じく遊佐長教の被官であった安見宗房とともに「城州上三郡守護代」に任じられた。その背景には、河内国や山城国と接する鷹山荘を本拠とした鷹山氏が周辺国人と国境を越えて関係を築いてきたことがあると考えられ、弘頼自身もまた、天文10年（1541年）には木沢長政に応じて挙兵した上山城衆の取り鎮めを細川晴元から求められるなどしていた。
天文20年（1551年）5月5日、遊佐長教が暗殺された。すると河内国下郡代として飯盛山城にいた安見宗房と、上郡代で高屋城にいる萱振賢継との間で争いが起き、天文21年（1552年）2月、安見宗房によって萱振一派は粛清された。同年9月には畠山高政が畠山氏の家督を継いだ。この年の10月には弘頼は安見宗房と対立していたとみえ、高政より在庄を勧められている。しかし天文22年（1553年）5月4日、弘頼は高屋城で自刃した。
弘頼の死に際して、筒井藤勝（順慶）や十市遠勝ら周辺国人から送られた弔状が16通残っており（興福院所蔵）、ここからも鷹山氏の通交関係がうかがえる。

## その後の鷹山氏
これ以後の鷹山氏には、畠山氏被官としての活動は確認できない。
弘治2年（1556年）6月、大和国の万歳氏と布施氏が対立すると畠山氏は万歳氏を支持し、安見宗房が出陣した。この際、弘頼の子・藤政は筒井氏とともに布施方として行動しており、畠山氏や安見宗房とは敵対している。
この後、松永久秀方と三好三人衆・筒井順慶方の対立が始まると、元亀2年（1571年）8月には鷹山藤逸は松永久秀の味方となっている。一方、永禄11年（1568年）には鷹山藤寿が筒井氏方の篠原長房より知行を宛がわれており、鷹山氏が二派に分裂したことが想定されるが、天正元年（1573年）に松永久秀が織田信長に降伏した後は筒井氏のもとで一つにまとまったものと考えられる。
天正7年（1579年）10月、有岡城攻めで鷹山氏が討死したとの噂が流れており、系図（「鷹山氏系図写」）上でこの時死亡したとされる弘頼の子・頼貞を指すとみられる。また系図には、天正8年（1580年）10月に頼貞の弟・頼盛が織田信長に従い赴いた甲斐で討死したとあり、その跡を一族の頼一が継いだとされている。頼一は筒井氏に仕えて伊賀転封にも従い、筒井氏改易後は松倉重政を頼って肥前の島原で死去したという。
頼一の子・頼茂は大坂夏の陣で豊臣方に付いて逼塞。その後、津山藩森家、宮津藩京極家に仕え、京極家を辞すと奈良に移り住んだ。頼茂の子に、東大寺大仏殿の再興に尽力したことで知られる公慶がいる。